# Kazé
Pour les articles homonymes, voir Kaze.
Kazé est le nom d'un éditeur français spécialisé dans l'animation japonaise fondé par Cédric Littardi. C'est en 1994 que le premier label français d'animation japonaise commence son activité éditoriale en publiant Les Chroniques de la guerre de Lodoss en VHS.
Après être devenu actionnaire majoritaire en 2019, Crunchyroll renomme les labels manga et anime Kazé en 2022.

## Histoire
En 2005, l’éditeur diversifie son activité en lançant des longs métrages d’animation japonais au cinéma (Appleseed, Origine, La Traversée du temps), puis en 2007 Shinobi, son premier film en prise de vue réelle, sort sur les écrans français. En 2010, l’évènement cinéma de Kazé est la sortie du film d’animation Summer Wars qui a remporté de très nombreux prix à travers le monde. En 2005, Kazé lance également son label de musique Wasabi Records, spécialisé dans la J-pop et la J-Music.
En 2007, Kazé commence à soutenir une nouvelle génération de réalisateurs amateurs, en éditant la web-série Nerdz en DVD, une démarche volontaire que le label assume depuis. Kazé lance aussi son label de vidéo à la demande, amené à devenir kzplay. En 2007 également, Kazé rachète la société Daipen, éditrice du label de manga Asuka, devenant ainsi éditeur de manga. Le label est conservé mais Kazé annonce son nouveau label, Kazé Manga, fin 2009 qui propose depuis 2010 de nouveaux titres dans son catalogue.
En juillet 2009, Kazé lance sa propre chaîne de télévision nommée KZTV (KaZé TV) consacrée à la japanimation et la J-Music ainsi que son propre service de VOD nommé KZPLAY (KaZé PLAY),. Le 28 août 2009, Kazé annonce son rachat par le collectif japonais Shōgakukan, Shūeisha et ShoPro, trois acteurs majeurs dans le monde de l’édition japonaise. C’est aussi en 2009 que la filiale allemande Anime Virtual rebaptise son label d’animation sous le nom de Kazé Deutschland.
En mai 2012, Cédric Littardi quitte la direction de Kazé pour se consacrer à d'autres projets, presque 20 ans après avoir fondé le label.
Le 1er janvier 2013, Josselin Moneyron prend la place de directeur éditorial de Kazé Manga à la place de Raphaël Pennes, qui devient directeur du pôle éditorial de l'ensemble du groupe VIZ Media Europe. En septembre 2013, Kazé annonce que KZPLAY fusionne avec la plateforme Genzai, appartenant à Kana Home Video, pour donner naissance à Anime Digital Network. Au début de 2014, Mehdi Benrabah devient le nouveau directeur éditorial de Kazé Manga mais il quitte ses fonctions en novembre 2015 et est remplacé par Pierre Valls à partir du 4 janvier 2016.
Le 6 septembre 2019, Crunchyroll annonce la signature d’un accord pour le rapprochement de VIZ Media Europe avec Crunchyroll. Ce dernier devient alors actionnaire majoritaire, tandis que le consortium Hitotsubashi (Shōgakukan, Shūeisha et ShoPro) conserve une participation minoritaire.
Le 1er juin 2022, Crunchyroll annonce que Kazé et ses labels manga et anime seront prochainement rebaptisés Crunchyroll. Ce changement de marque est effectif au 1er octobre 2022, avec une refonte de la charte graphique.

## Catalogue

### Anime
La société a aussi publié des anime en Italie, en Espagne, au Royaume-Uni et en Allemagne.
- 13 Vies
- 20th Century Boys (films live)
- 3×3 Eyes
- 5 centimètres par seconde
- Action Manga
- AD Police
- Ah! My Goddess
- Air Gear
- Alexander
- Angel Sanctuary
- Angelic Layer
- Anime Story
- Appleseed
- Appleseed
- Argento Soma
- Aria
- Armitage III
- Astrópía
- Ayakashi
- Azumanga daioh
- Babel II
- Bakuman[18]
- Beck
- Beelzebub
- Beyond the Boundary
- Bomber X
- Black Cat
- Black Lagoon
- Bleach
- Blue Dragon
- Blue Exorcist
- Bobobo-bo Bo-bobo
- Bouba
- Bouddha
- Brave Story
- Canaan
- Chiko, L'Héritière de Cent-Visages
- Chainsaw Man
- Chobits
- Chocola et Vanilla
- Chroniques de la Guerre de Lodoss
- City Hunter
- CLAMP in Wonderland
- Claymore
- Cobra
- Code Geass
- Colorful
- Coppelion
- Cosmowarrior Zero : La Jeunesse d'Albator
- Coyote Ragtime Show (en)
- Dante, Seigneur des Démons
- Dead Rising : Watchtower
- DearS
- Death note, le film
- Death note, The last name
- Détective Conan
- DNA²
- Docteur Slump
- Dororo
- Dragon Ball Z Kai
- E's otherwise
- Eden of the East
- El cazador de la bruja
- El Hazard
- Elemental Gerad
- Elfen Lied
- Ellcia
- Enfer et paradis
- Eureka seven
- Exorciste S.A.
- Eyeshield 21
- Fate/stay night
- Fate/Zero
- Final Fantasy: Unlimited
- Flander's Company
- Freedom Project
- Garden of Sinners
- Gate Keepers
- Gen d'Hiroshima
- Genshiken
- Get Backers
- Genma Wars
- Ghost hound
- Gilgamesh
- Gigi
- Gravitation
- Great Teacher Onizuka
- Guilty Crown
- Gun Frontier
- Gunslinger girl
- Guyver
- Hakkenden
- Halo 4: Forward Unto Dawn
- Halo: Nightfall
- Hamatora
- Hatsukoi Limited
- He Is My Master
- Heidi
- Highlander : Soif de vengeance
- High School DxD (Allemagne uniquement)
- Hinako
- Hokuto no Ken
- Hokuto no Ken - L'ère de Raoh
- I"s
- Ikki Tousen
- Initial D
- Interlude
- Interstella 5555
- Inu-Yasha
- Iria - Zeiram the Animation
- K-ON!
- Jing, roi des voleurs
- Kiba
- Kimagure Orange Road
- Kuroko's Basket
- L'Âge du Verseau
- L'Ère des Shura
- L'Odyssée de Kino
- La Chorale
- Labyrinth of Flames
- La Fille des enfers
- La Mélancolie de Haruhi Suzumiya
- Lamu : Un Rêve sans fin
- Le Bahut des tordus (Cromartie High School)
- Le Chant des rêves
- Le Chevalier d'Eon
- Le Portrait de Petit Cossette
- La Sorcière de l'ouest
- La Traversée du temps
- Le Tombeau des lucioles
- Les 12 royaumes
- Les Chroniques de la guerre de Lodoss
- Les Enfants loups, Ame et Yuki
- Les Mystérieuses Cités d'or
- Les Samouraïs de l'éternel
- Love, Chunibyo and Other Delusions!
- Magi
- Magic Knight Rayearth
- Mahoromatic
- Mai Mai Miracle
- Mardock Scramble
- Matsumoto
- Mermaid Forest
- Mezzo DSA
- Mirai Nikki
- Moeyo Ken
- Moldiver (en)
- Monster
- Murder Princess
- Musashi
- My Santa
- My Hero Academia
- Nadia, le secret de l'eau bleue, le film
- Nana
- Negima!
- Nerdz
- Ninja Résurrection
- Ninja Scroll
- Nisekoi
- One Piece (films)
- Origine
- Otome Yôkai Zakuro
- Ouran High School Host Club
- Overman King Gainer
- Panyo Panyo Di.GI.Charat
- Panzer Robot
- Parasite Dolls (en)
- Patlabor
- Persona 4: The Animation
- Popetown
- Piano No Mori
- Princess Princess
- Ran La Légende verte
- Rave
- RayEarth Collector
- Rozen Maiden
- Rumiko Takahashi Anthologie
- Saiyuki Requiem
- Sailor Moon
- Sailor Moon Crystal
- Sakuran
- Sakura Wars TV
- Samuraï Gun
- Sengoku Basara
- Senran Kagura (Allemagne uniquement)
- Shadow Skill
- Shining Tears X Wind
- Shin Negima!?
- Shinobi
- Sorcerer Hunter
- Soul Eater
- Space Symphony Maetel
- Step up, Love Story
- Street Fighter II, le film
- Street Fury
- Submarine Super 99
- Tenchi Muyo!
- Terra Formars
- The Garden of Words
- Tiger & Bunny
- Tokyo Demon Campus
- Tokyo Marble Chocolate
- Toriko
- Très Cher Frère
- Tsubasa -RESERVoir CHRoNiCLE-
- Tsubasa -RESERVoir CHRoNiCLE-, le film
- Un été avec Coo
- Un-Go
- Utena la fillette révolutionnaire
- Vampire Hunter D : Chasseur de vampires

Logo historique du distributeur utilisé jusqu’en 2009

- Vampire Knight
- Voyage vers Agartha
- X 1999
- xxxHOLiC
- xxxHOLiC, le film
- Zettai Shonen

### Manga
|  | Manga / Manhua / Manhwa dont la commercialisation a été arrêtée. |

Dernière mise à jour : juin 2022.

## Différends en Italie
Durant l'été 2012, des DVD et Blu-ray édités par la société franco-japonaise ont fait l’objet de critiques en Italie. Les séries d'animation japonaise mises en cause seraient Black Lagoon: Roberta's Blood Trail (série OVA),  Mardock Scramble - The First Compression et Voyage vers Agartha, dont la version italienne du doublage aurait été confiée à un studio français.
Des acheteurs italiens ont déploré, à l'écoute de cette version, l'utilisation de comédiens, qui selon les commentaires postés sur de nombreux sites web et relayés par les médias spécialisés italiens, paraîtraient "non-professionnels et de nationalité franco-italienne". Sans pour autant pouvoir prouver ces allégations, l'éditeur fut l'objet d'une fronde de consommateurs italiens mécontents, jugeant le résultat du doublage comme étant décevant.
Amazon.it a reçu en ce sens de nombreuses critiques négatives sur les fiches des séries concernées. De même, on peut lire dans les commentaires des clients que les menus DVD auraient été mal traduits.
La société a également reçu de nombreux commentaires négatifs à ce sujet sur Twitter et Facebook[réf. souhaitée]. L'éditeur a par la suite répondu à ses fans et clients sur sa page Facebook qu'une investigation allait être effectuée, afin de comprendre les raisons qui ont mené à leur insatisfaction. La société s’est également engagée à interroger les studios de doublage français et italiens impliqués : ces derniers auraient en effet certifié d’après Kazé que les acteurs étaient bien Italiens ou Franco-Italiens.